# Парсимонія
Парсимонія (ощадливість), у контексті «правило парсимоніі», «методи парсимоніі» — поняття, що вказує на найпростіший, найекономніший та найлегший хід подій як найімовірніший. Це, по суті, спроба впровадження принципу леза Оккама в наукові процедури та методи. Це правило вказує на перевагу найменш складних пояснень спостережуваних процесів як найбільш ймовірних. Однак, на відміну від леза Оккама, воно лише вказує на перевагу та більшу ймовірність певних рішень, не встановлюючи жорстких загальних законів чи принципів.
Правило парсимоніі знайшло застосування, зокрема, в кладистиці та фенетиці. Згідно з цим принципом, найімовірніший шлях еволюції – це найкоротший шлях, що веде до наявних фенетичних змін. Використання методу максимальної економії призводить до вибору філогенетичного дерева (з багатьох теоретично можливих), яке припускає існування мінімальної кількості еволюційних змін, що пояснюють походження всіх його гілок, тобто клад. В результаті, перевага надається дереву, яке є найкоротшим – воно має найменшу кількість вузлів, від яких розходяться дихотомічні гілки.
Деякі автори вказують на небезпеку надання надмірного значення методам парсимоніі. Вони наголошують, що якість та повнота вихідних даних відіграють ключову роль у достовірності отриманих результатів. З надмірно фрагментованими даними методи парсимоніі можуть дати вирішальну підтримку для абсолютно хибного висновку.

## Виноски
1. ↑  Comments Regarding "On the Nature Of Science" (PDF). Physics in Canada, Vol. 64, 3 (англ.). 2008.
2. ↑  Józef Mitka. Taksonomia linneuszowska w dobie biologii molekularnej. „Fragmenta Floristica et Geobotanica Polonica”. Supplementum 6, ss. 9-32, 2004.
3. ↑  Lee, M.S.Y. (2002). Divergent evolution, hierarchy and cladistics (англ.). Zool. Scripta 31, 2. Процитовано 29 січня 2009.